# Johann Hescheler
Johann Hescheler (getauft am 25. Januar 1638 in Bern; † 1689 ebenda) war ein Schweizer Bildschnitzer.
Johann Hescheler (auch Höscheler, Häscheler) weilte 1675 bis 1678 in Basel und nach 1680 wieder in seiner Geburtsstadt Bern, wo er unter anderem 1681/1682 den Schultheissenthron für die Burgerstube (Saal im Rathaus) schnitzte. Um 1685 war er an der Gestaltung des Mausoleums für den General und Schultheissen Sigmund von Erlach (1614–1699) in der Schlosskirche Spiez beteiligt.